# Робот-фетишизм

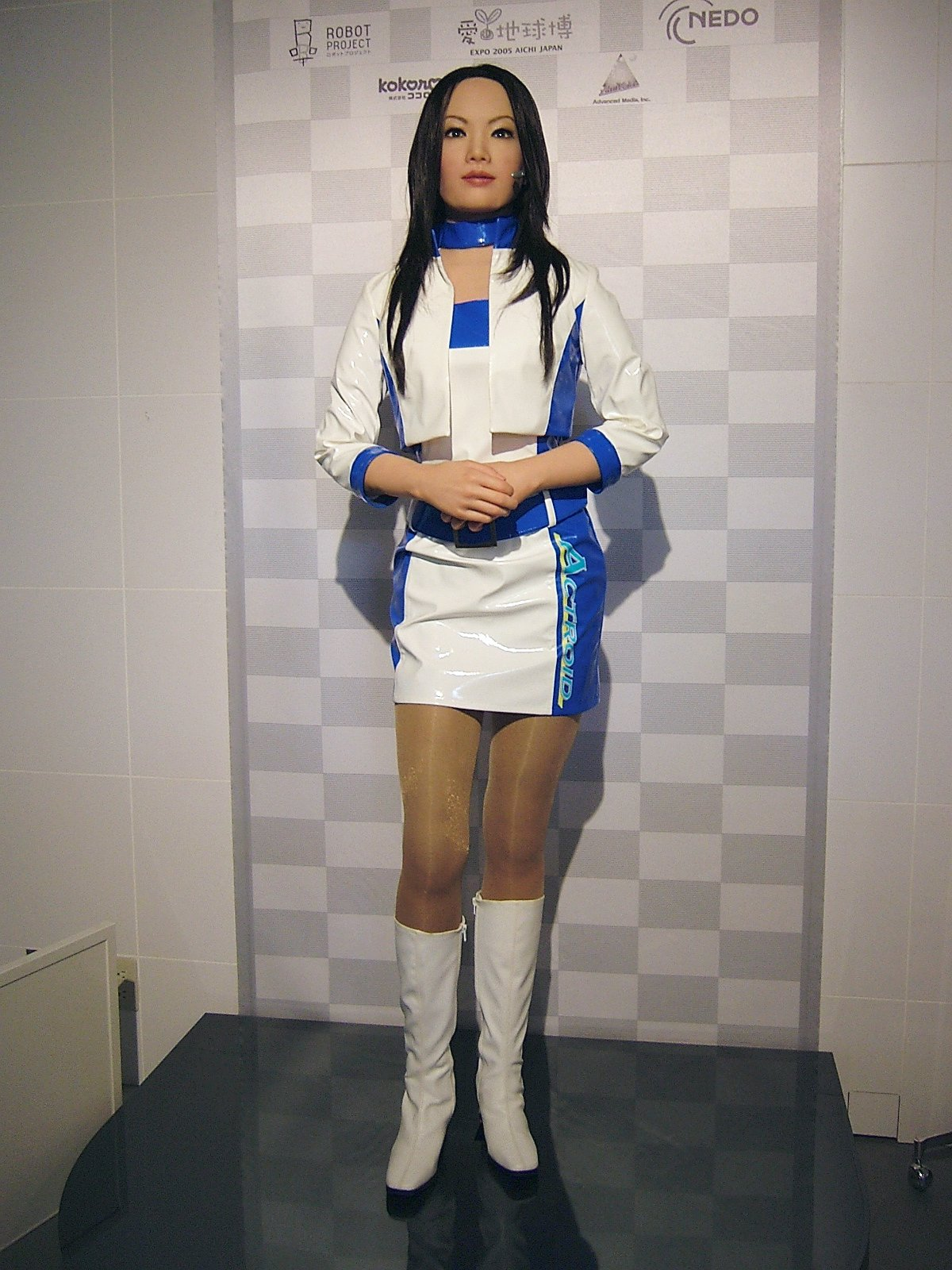
Actroid производства Kokoro Company Ltd.

Робот-фетишизм (также ASFR, техносексуализм и робофилия) — фетишистское влечение к человекоподобным роботам; также людям, ведущим себя как роботы, или людям, одетым в костюмы роботов. Менее распространённая фантазия включает в себя превращение в робота. В этом отношении она похожа на агалматофилию, которая включает в себя влечение к статуям или манекенам или превращение их в них.
Робот-фетишизм можно рассматривать как форму эротического антропоморфизма. Когда задействована трансформация или ролевая игра, это можно рассматривать как форму эротической объективации.

## ASFR
Энтузиасты чаще называют робот-фетишизм инициалами «ASFR», от ныне несуществующей группы новостей Usenet alt.sex.fetish.robots. Многие приверженцы этого фетиша называют себя техносексуалами, или «асфрианцами». ASFR можно разделить на два различных, но иногда пересекающихся типа фантазий.
Первый тип — простое желание иметь готового партнёра-андроида. Этот партнёр может быть желанным для секса, общения или любого сочетания того и другого. Главной отличительной чертой этой фантазии является то, что андроид представляет собой полностью искусственную конструкцию, зачастую изготовленную исключительно для исполнения желаний своего владельца. Этот тип фантазии или ситуации называется «построенной».
Второй тип фантазии, распространенный в ASFR, называется «трансформация». Речь идет о человеке, который вольно или невольно превратился в андроида. Этим человеком может быть либо сам субъект, либо его партнер, либо и тот, и другой. Обычно в фокусе этой фантазии находится процесс трансформации (какими бы средствами она ни достигалась).
Многие люди в сообществе ASFR предпочитают либо одно, либо другое. В некоторых случаях это предпочтение очень сильное, и люди могут одинаково отвращаться от одного типа, как и притягиваться к другому. В других случаях построение оценивается так же высоко, как и трасформация. Недавний неофициальный опрос членов сообщества ASFR показал, что две трети предпочитают построение, а остальные — трансформацию или некоторую комбинацию того и другого. 
Аспекты этого фетиша, которые больше всего ценятся членами сообщества ASFR, очень разнообразны. Некоторым для возбуждения важны такие вещи, как внешний вид робота, движение или звук. Для других это не так, и желателен полностью реалистичный андроид, который выглядит как человек. Это справедливо и для других аспектов, таких как чувствительность или самосознание. Способность андроида удалять части своей кожи или другие фрагменты тела, чтобы показать свою схему, весьма приятна для одних, но неприятна для других. Существует еще один разрыв между теми, кто предпочитает, чтобы андроид выглядел как человек, и теми, кто предпочел бы более механического вида робота, то есть с металлической поверхностью.
Поскольку реалистичные андроиды и роботы-гуманоиды в настоящее время не существуют в форме, доступной потребителю, на этот фетиш реализовать только ограниченным числом способов. В первую очередь это делается с помощью фантазии, включающей либо самостимуляцию, либо сексуальную ролевую игру с партнером. Поэтому для ASFR важно хорошее воображение.
Адепты ASFR ценят, помимо прочего, научно-фантастические фильмы, музыкальные клипы, телешоу, романы, короткие рассказы, иллюстрации, обработанные фотографии, песни и даже телевизионные рекламные ролики. Такие работы востребованы техносексуалами, поскольку экономически жизнеспособных андроидов пока нет. Реалистичные секс-куклы, такие как RealDoll, могут дать возможность исследовать этот фетиш с помощью существующих технологий. Недавние разработки в области робототехники и искусственного интеллекта, такие как Actroid или EveR-1, могут привести к производству более совершенных синтетических партнеров.
Некоторые адепты ASFR не используют синтетических партнеров, а вместо этого предпочитают человеческих партнеров для участия в формах фэнтезийной игры.

## В популярной культуре
- В мультсериале «Футурама», действие которого происходит в 31 веке, «робосексуальность» относится к сексуальным отношениям между человеком и роботом, особенно в эпизоде «Предложение бесконечности» (сезон 6, эпизод 4) в котором Эми Вонг и Бендер Сгибальщик заводят роман. Их босс, профессор Фарнсворт, возражает по моральным соображениям, и выдвигаются два конкурирующих предложения: одно о запрете робосексуализма, а другое о его легализации. Профессор отказывается от оппозиции, когда понимает, что его враждебность проистекает из того, что его бросил любовник-робот, когда он был моложе. Робосексуальность упоминалась в двух более ранних эпизодах: пилотном «Космический пилот 3000» и «Я встречался с роботом» (сезон 3, серия 15), в котором Фрай встречается с роботом, «списанным» с актрисы Люси Лью. В этом эпизоде, в отличие от «Противостояния бесконечности», Бендер выступает против отношений между роботом и человеком.